# Lista di piante succulente
Elenco delle principali piante succulente:

(Quella che segue è una lista, in ordine alfabetico secondo i nomi comuni, di alcune fra le piante succulente più conosciute e diffuse) 

## A
- Adromischus
- Aeonium
- Agave
- Aizoaceae
- Albuca
- Aloe
- Aporocactus
- Argyroderma
- Ariocarpus
- Asclepiadaceae
- Astrophytum

## B
- Bergerocactus

## C
- Calymmanthium
- Carpobrotus
- Conophytum
- Cotyledon
- Coryphantha
- Crassula

## D
- Delosperma
- Denmoza
- Dolichothele
- Dorotheanthus

## E
- Echeveria
- Echinocactus
- Echinocereus
- Echinopsis
- Encephalocarpus
- Euphorbia

## F
- Faucaria
- Ferocactus
- Fockea

## G
- Gasteria
- Gymnocalycium
- Glottiphyllum
- Grusonia

## H
- Hoya
- Hylocereus

## I
- Islaya

## J
- Jasminocereus

## K
- Kalanchoe

## L
- Leuchtenbergia
- Lithops
- Lobivia
- Lophophora

## M
- Mammillaria
- Matucana
- Melocactus
- Mesembryanthemum

## N
- Notocactus

## O
- Ophthalmophyllum
- Opuntia
- Oreocereus
- Oroya
- Orostachys
- Oscularia

## P
- Pachycereus
- Pachyphytum
- Pachyveria
- Parodia
- Pelecyphora
- Pereskia
- Pereskiopsis
- Pfeiffera
- Pleiospilos

## Q
- Quiabentia

## R
- Rauhocereus
- Rebutia

## S
- Sceletium
- Schlumbergera
- Sedum
- Sempervivum
- Solisia
- Squarrosa (aloe)
- Stetsonia
- Stomatium
- Strombocactus

## T
- Thelocactus
- Trichocereus
- Turbinicarpus

## U
- Uebelmannia

## W
- Weberbauerocereus

## Y
- Yucca

## Z
- Zamioculcas
- Zygocactus